# Oratorio di Sant'Ilario
L'oratorio di Sant'Ilario è un luogo di culto cattolico situato in strada Massimo d'Azeglio 43, nel quartiere Oltretorrente, a Parma, in provincia e diocesi di Parma; dedicato al patrono della città sant'Ilario, sorge all'interno del complesso storico dell'Ospedale Vecchio.

## Storia
Nel 1266 la società dei crociati di Parma, insieme a Carlo I d'Angiò, sconfisse il ghibellino Oberto II Pallavicino: fu in questa occasione che, secondo Ireneo Affò, i parmigiani elessero a loro santo patrono Ilario di Poitiers, vescovo francese come il loro potente alleato e che si era coraggiosamente battuto contro l'eresia, di cui era tacciato il partito filoimperiale.
In onore di sant'Ilario in quegli anni venne eretta una chiesa sulla via Emilia verso Piacenza, poco fuori le mura, vicino a porta Santa Croce: nel 1546 l'edificio venne fatto abbattere da Pier Luigi Farnese per far posto a delle nuove strutture difensive. La sede della devozione del santo venne trasferita all'interno delle mura, nell'oratorio annesso all'Ospedale della Misericordia e degli Esposti fondato da Rodolfo Tanzi nel 1201, che in quegli anni, per volere del duca Ranuccio II, era stato oggetto di notevoli lavori di ampliamento probabilmente a opera degli architetti Marco Antonio Zucchi e Giovan Francesco Testi.

## Architettura
L'oratorio ha assunto l'attuale compagine dopo i lavori di ristrutturazione voluti nel 1663 dal rettore dell'ospedale, Francesco Roncaglia: di piccole dimensioni, si compone di tre navate scandite da pilastri a sezione quadrata e dalle superfici scanalate.
Al settimo decennio del XVII secolo risale anche l'apparato decorativo (ad eccezione degli affreschi dell'abside, realizzati nel secolo precedente): lo stuccatore Domenico Reti realizzò la rifinitura plastica dei capitelli, ornati con elementi zoomorfi e fitomorfi (soprattutto sparvieri e gigli, simboli araldici farnesiani), e la sontuosa decorazione barocca del semplice sepolcro di Rodolfo Tanzi (collocato in fondo alla navata sinistra, scolpito in arenaria da Antonio d'Agrate a metà del Cinquecento); Reti realizzò due figure femminili assise sull'arca (le allegorie della Carità e della Religione) e il busto clipeato del Tanzi.
La decorazione a fresco, affidata a Giovanni Maria Conti della Camera (coadiuvato da Francesco Reti e Antonio Lombardi) e realizzata tra l'agosto del 1663 e il 18 dicembre 1666, copre tutta la volta e le lunette delle campate delle navate laterali ed è improntata al tema del soccorso ai poveri e agli infermi: sono infatti rappresentate le immagini dei santi protettori degli xenodochi che avevano contribuito a creare l'Ospedale della Misericordia (Vincenzo, Nicomede e Bovo) e quelle di numerosi altri santi e beati tradizionalmente invocati per il loro potere taumaturgico (Cosma e Damiano, Rocco, Fabiano e Sebastiano) o di largo seguito popolare (Francesco Saverio).
Nel presbiterio, a fianco dell'altare, si trova una statua lapidea del titolare, risalente ai primi decenni del Quattrocento: la scultura venne qui ricollocata dall'antica chiesa fuori le mura; rappresenta il santo in abiti vescovili e in atto di benedire, con ai piedi la figura di un devoto inginocchiato.